# Pane di Vakfıkebir

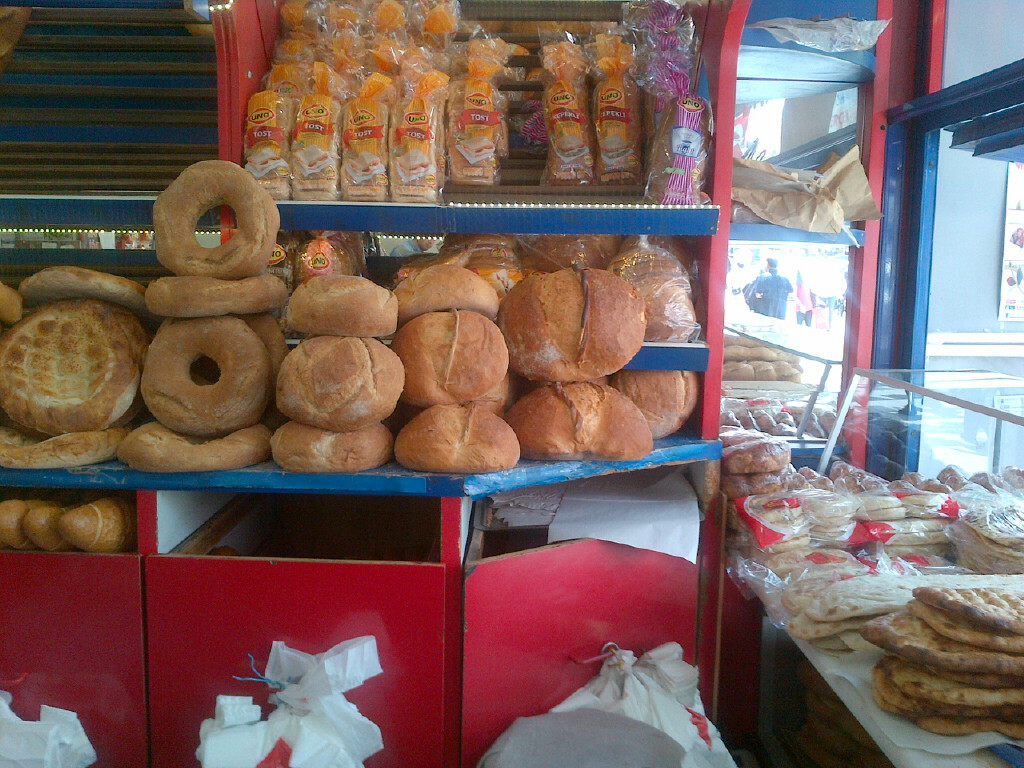
Pani della Turchia: da sinistra a destra: Pide, halka ekmek, somun, Vakfıkebir ekmeği

Il pane di Vakfıkebir (in turco Vakfıkebir ekmeği) o Pane di Trabisonda, è prodotto a Vakfıkebir, Trebisonda, nonché a Hamsiköy, e varia da 0,45 a 7,5 chilogrammi di peso.
In Turchia è conosciuto quasi ovunque. Oltre che a Trebisonda, è prodotto appositamente in piccole città lungo le principali autostrade. Viene lievitato con lievito naturale e cotto in un forno di pietra nera a legna. Il pane di Vakfıkebir è gustoso, ha una lunga conservabilità e non si ammorbidisce facilmente. Questo pane, a differenza della maggior parte del pane prodotto in Turchia, rimane ancora buono anche qualche tempo dopo l'acquisto. Negli ultimi anni, anche in grandi città come Istanbul e Ankara sono state aperte panetterie che producono pane di Vakfıkebir. In quanto cotto in forni in pietra, è anche noto come "pane del forno in pietra" (taş fırın ekmeği). Un "Festival del pane di Vakfıkebir" si tiene ogni anno a Vakfıkebir allo scopo di promuovere questo pane in Turchia e all'estero.